# ساناگوچی، توکوشیما
ساناگوچی، توکوشیما (به لاتین: Sanagōchi, Tokushima) یک منطقهٔ مسکونی در ژاپن است که در Myōdō District واقع شده‌است. ساناگوچی ۲٬۸۶۲ نفر جمعیت دارد.